# Felipe Piña
Felipe Piña  (nacido como Felipe Andrés Piña Valenzuela, el 9 de noviembre de 1985 en Nancagua, Chile) Es un gimnasta, entrenador y empresario chileno.

## Reseña biográfica
Desde la corta edad de 5 años inició su carrera deportiva en el Instituto Regional Federico Errázuriz, en la  Región del Libertador General Bernardo O'Higgins, con los profesores Pedro Vara y Luis Prado. Posteriormente, se radicó en la Región Metropolitana de Santiago, dónde fue instruido por el gran formador ruso de categoría mundial Eugenio Belov, director de la Escuela de Gimnasia del Club Deportivo Universidad Católica, al igual que el medallista de Copas Mundiales, Tomás González.    

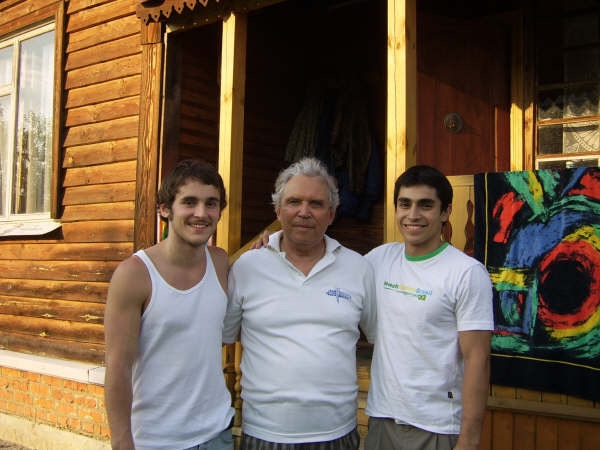
De derecha a izquierda, Felipe Piña junto a Eugenio Belov y Tomás González

En 2005, la gimnasia chilena se posiciona en la historia con la primera medalla panamericana de Gimnasia Artística. Ese mismo año obtiene la distinción del Cóndor de Oro, Premio al Mejor Deportista de Chile. Que es un premio entregado anualmente por el Círculo de periodistas deportivos de Chile, al mejor entre los mejores de los deportistas chilenos, junto al DT Luis Salazar.
Con finales de copas mundiales, en 2008 fue cuarto en salto en Maribor y séptimo en barra en la Copa Mundial de Glasgow; un bronce en salto en los Odesur Juegos Suramericanos del 2006 de Argentina y plata en el Panamericano específico 2005. Regresó en el año 2013 junto al metodólogo de alto rendimiento y entrenador, el DT Luis Salazar  Archivado el 1 de agosto de 2019 en Wayback Machine..
Piña pasó por grandes entrenadores como Reimundo Blanco y Yoel Guitierrez. Y el año 2011 obtuvo la primera medalla en barras paralelas, y 4.º en barra fija.

## Carrera deportiva
| Año  | Evento | Categoría | Lugar                                                                                       | Resultado |
| ---- | --- | --------- | ------------------------------------------------------------------------------------------- | --- |
| 1995 | - Campeonato Nacional - Campeonato DIGEDER                                                                                       | Novicios  | - CHI, Santiago - CHI, V Región                                                             | - 2.º Lugar General - 1.º Lugar Barra - 2.° Lugar Suelo - 3.° Lugar Salto |
| 1996 | - Copa Alemania Internacional - Campeonato ''Universidad Católica''                                                              | Novicios  | - CHI, Santiago - CHI, Santiago                                                             | - 2.° Lugar Suelo - 3.º Lugar Barra - 2.º Lugar Suelo - 1.º Lugar Barra - 3.º Lugar Salto                                                                                                |
| 1997 | - Campeonato Nacional - Campeonato Nacional por Aparatos - Campeonato Chile - Argentina - Sudamericano Infantil/Juvenil          | Infantil  | - CHI, Santiago - CHI, Santiago - ARG, Córdoba - CHI, Santiago                              | - 2.º Lugar General - 2.º Lugar Suelo - 3.º Lugar Barra - 2.º Lugar General - 2.º Lugar Suelo                                                                                            |
| 1998 | - Campeonato Gimnastas del Futuro - Copa Alemania Internacional - Panamericano Inerclubes Infantil - ''Copa Chile'' Inernacional | Infantil  | - CUB, La Habana - CHI, Santiago - CRC, San José - CHI, Santiago                            | - 2.º Lugar Suelo - 3.º Lugar por Equipo - 5.º Lugar General - 5.º Lugar por Equipo - 2.º Lugar Suelo - 3.º Lugar Anillas - 3.º Lugar Salto                                              |
| 1999 | - III Panamericano Interclubes - XIV Sudamericano Infantil                                                                       | Infantil  | - ARG, Córdoba - CHI, La Serena                                                             | - 1.º Lugar por Equipo - 2.º Lugar Suelo Equipo - 2.º Lugar Suelo |
| 2000 | - Campeonato Panamericano | Juvenil   | - BRA, Curitiba                                                                             | - 5.º Lugar por Equipo |
| 2002 | - Sudamericano Juvenil - Juegos ODESUR                                                                                           | Juvenil   | - ECU, Guayaquil - BRA, Curitiba                                                            | - 2.º Lugar por Equipo - 4.º Lugar por Equipo |
| 2003 | - Campeonato Internacional ABC - Juegos PANAMERICANOS - Campeonato Mundial                                                       | Adulto    | - CHI, Santiago - DOM, Santo Domingo - EE. UU, Anaheim                                      | - 3.º Lugar Suelo - 6.º Lugar Arzones - 6.º Lugar Anillas - 4.º Lugar Salto - 6.º Lugar Paralela - 10.º Lugar General - 3.º Lugar por Equipos - 33.º Lugar General - 161.º Lugar General |
| 2004 | - Campeonato Nacional | Adulto    | - CHI, Santiago                                                                             | - 1.º Lugar General |
| 2005 | - Copa Spieth - Campeonato Paramericano - World Cup - Campeonato Mundial - Campeonato Nacional                                   | Adulto    | - BRA, Porto Alegre - BRA, Río de Janeiro - ALE, Stuttgart - AUS, Melbourne - CHI, Santiago | - 2.º Lugar General - 2.º Lugar Salto - 18.º Lugar Suelo - 14.º Lugar Salto - 44.º Lugar General - 1.º Lugar General                                                                     |
| 2006 | - World Cup - World Cup - Juegos ODESUR - Campeonato Nacional                                                                    | Adulto    | - ALE, Cottbus - RUS, Moscú - ARG, Buenos Aires - CHI, Santiago                             | - 17.º Lugar Salto - 10.º Lugar Salto - 3.º Lugar Salto - 1.º Lugar General |
| 2007 | - World Cup | Adulto    | - BEL, Ghent                                                                                | - 14.º Lugar Salto |
| 2008 | - World Cup - World Cup - World Cup                                                                                              | Adulto    | - ESLO, Maribor - ESP, Barcelona - ESC, Glasgow                                             | - 4.º Lugar Salto - 14.º Lugar Salto - 9.º Lugar Barra - 7.º Lugar Barra |
| 2010 | - JuegoS ODESUR | Adulto    | - COL, Medellín                                                                             | 4.º Lugar por Equipo |
| 2011 | - World Cup - Campeonato Sudamericano                                                                                            | Adulto    | - QATAR, Doha - CHI, Santiago                                                               | - 3.º Lugar Paralelas - 4.º Lugar Barra - 3.º Lugar por Equipos |

## Carrera como entrenador

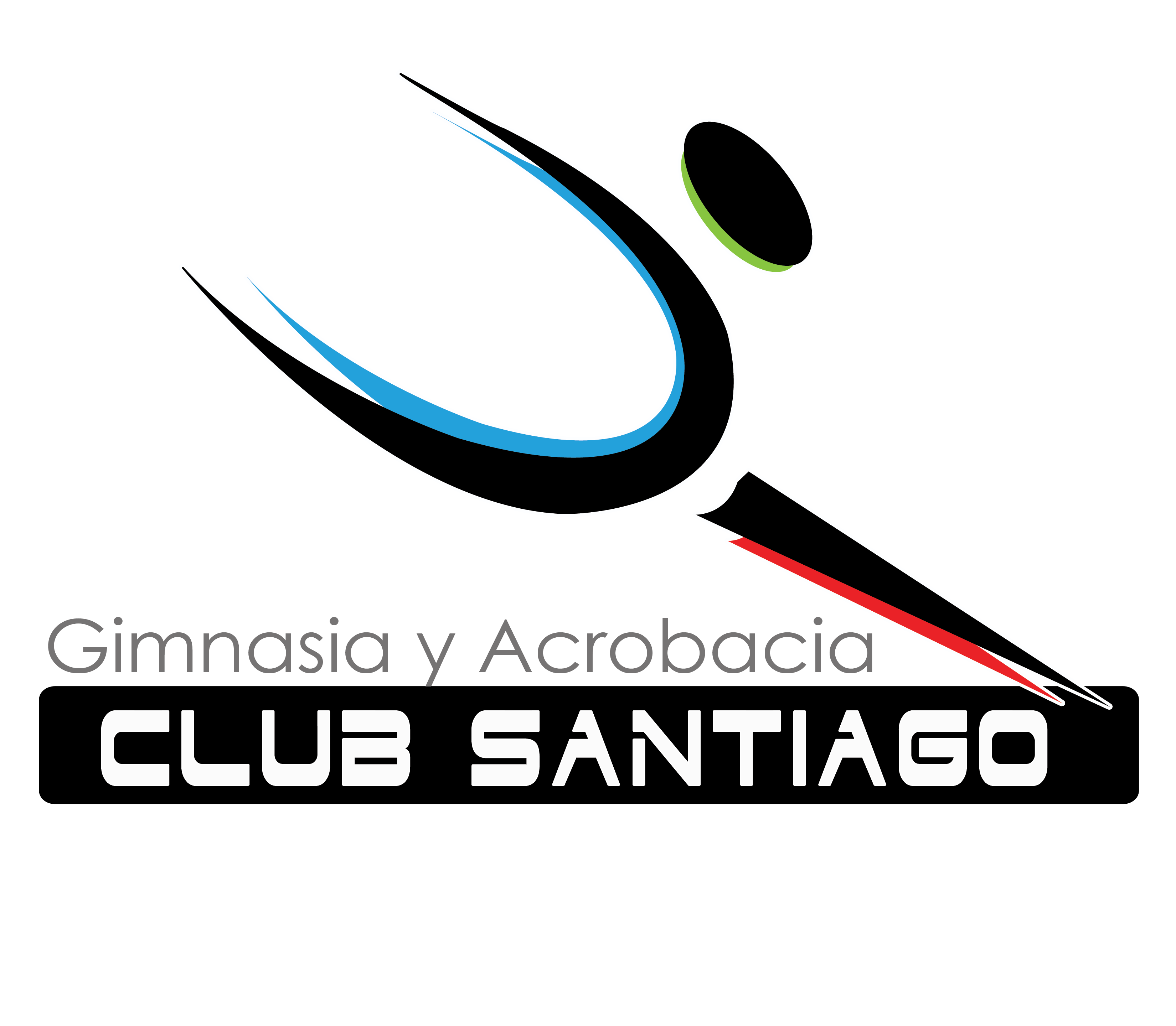
Marca de Club Santiago Gym

El año 2012, Felipe Piña, junto a su señora, Valentina Macias (Jueza Internacional de Gimnasia Artística), fundan la escuela de gimnasia Club Santiago Gym Gimnasia y Acrobacia, ofreciendo clases de gimnasia artística para niñas y niños, con programas recreativos y competitivos.
Piña en el año 2018 clasifica como Entrenador de la selección chilena en la categoría AC2 para los sudamericanos AGE GROUP obteniendo oro y bronce en viga en el proceso de Lima, Perú. El año siguiente, nuevamente lidera el proceso como seleccionador de la categoría AC3 obteniendo oro  en All Around, oro en viga, plata en suelo y plata en barras asimétricas un hito histórico en chile en el sudamericano AGE GROUP en Calí, Colombia.
Durante el año 2019, lograron posicionarse como el mejor resultado de Sudamérica en cuanto a Rendimiento deportivo.

## Distinciones
- Premio al mejor deportista de Chile (Cóndor de Oro, 2005)
- Salto (Cuarto lugar, Copa Mundial de Gimnasia Eslovenia, 2008)
- Paralelas (Presea de Bronce Challenger ‘B’ de Doha, Catar, 2011)